# Дюмон, Пьер-Анри
 Пьер-Анри Дюмон (фр. Pierre-Henri Dumont) — французский политик, бывший депутат Национального собрания Франции.

## Биография
Родился 7 октября 1987 г. в городе Гранд-Сент (департамент Нор). Окончил лицей Сен-Пьер в Кале, затем Институт политических исследований в Париже (Sciences Po Paris). Во время обучения стажировался в аппарате американского политика Каролин Маккарти, а затем омбудсмена Франции Жана-Поля Дельвуа. После окончания Sciences Po Paris работал в аппарате известного французского политика Жарля-Анжа Жинези. С 2010 по 2015 годы активно участвовал в деятельности молодежного крыла партии Союз за народное движение, был членом его национального бюро.
Самостоятельная политическая карьера Пьер-Анри Дюмона началась в 2014 году, когда он возглавил правый список на муниципальных выборах в городе Марк, одержал победу и занял пост мэра этого города. В марте 2015 года был избран в Совет департамента Па-де-Кале от кантона Марк.
На выборах в Национальное собрание 2017 г. стал кандидатом партии Республиканцы и выиграл голосование, получив во 2-м туре 60,83 % голосов. После избрания депутатом Национального собрания Франции ушел в отставку с поста мэра  Марка и вышел из Совета департамента.
Активно поддерживал Кристиана Жакоба во время его борьбы за лидерство в партии в октябре 2019; после избрания Жакоба президентом партии Республиканцы был назначен заместителем генерального секретаря по делам молодежи и обновления партии.
В Национальном собрании Пьер-Анри Дюмон является членом комиссии по иностранным делам. В 2020 году он был назначен сопредседателем парламентской рабочей группы по переговорам по соглашению между Европейским союзом и Великобританией и соавтором доклада по вопросу о рыбном промысле в контексте последствий Brexit.
На муниципальных выборах в Марке в марте 2020 года он занимает второе место в списке правых, который победил в первом туре с 73,9% голосов.
В июне 2022 года переизбран депутатом Национального собрания по итогам выборов по 7-му округу департамента Па-де-Кале.
На Парламентских выборах 2024 года, назначенных после роспуска президентом Эмманюэлем Макроном Национального собрания 9 июня 2024 года, Пьер-Анри Дюмон вновь баллотировался, но уступил во 2-м туре кандидату партии Национальное объединение Марку де Флёрьяну

## Политическая карьера
04.04.2014 - 17.07.2017 — мэр города Марк 

29.03.2015 - 17.07.2017 — член Совета департамента Па-де-Кале от кантона Марк 

21.06.2017 - 09.06.2024 — депутат Национального собрания Франции от 7-го избирательного округа департамента Па-де-Кале 

с 17.07.2017 — член муниципального совета города Марк